# Destructor Hamakaze
El Hamakaze (japonès: 浜風 Vent de platja) va ser el 13è destructor de la classe Kagero. Va servir a la Marina Imperial Japonesa durant la Segona Guerra Mundial.

## Història
El novembre de 1942, durant unes reparacions al dic sec, va ser equipat amb un radar Tipus 22, sent el primer destructor que equipava tal tipus de detector. Durant el seu servei actiu va ser testimoni de l'enfonsament dos portaavions (el Sōryū i l'Hiyō) i de tres cuirassats (el  Kongō, Musashi i el Yamato), contribuint a rescatar als supervivents.
El 7 d'abril de 1945, formant part de l'escorta de 8 destructors del cuirassat Yamato durant l'Operació Ten-Gō, es trobà enmig de l'atac aeri de la Task Force 58, l'objectiu de la qual era enfonsar al Yamato. Després de rebre l'impacte d'una bomba perforant i d'un torpede (que van causar 100 morts i 45 ferits entre la tripulació), es partí per la meitat i s'enfonsà en la posició 30° 28′ N, 128° 05′ E / 30.47°N,128.08°E.

## Oficials Comandants
- Cmdr. Tsuneo Orita - 28 de novembre de 1940 – 20 de juliol de 1942
- Lt. Cmdr. / Cmdr. Hiroshi Uwai – 20 de juliol de 1942 - 20 de setembre de 1943 (promogut a Comandant l'1 de novembre de 1942.)
- Cmdr. Kazue Maekawa – 20 de setembre de 1943 - 7 d'abril de 1945